# 埃斯图伊
埃斯图伊（法語：Estouy，法語發音：[ɛstui]）是法国卢瓦雷省的一个市镇，位于该省北部，属于皮蒂维耶区。该市镇总面积18.07平方公里，2009年时的人口为514人。

## 人口
埃斯图伊人口变化图示